# 山路勝彦
山路 勝彦（やまじ かつひこ、1942年 - ）は、日本の文化人類学者。関西学院大学社会学部名誉教授。専門は、文化人類学、社会人類学。

## 経歴
1942年、東京都生まれ。1973年、東京都立大学大学院博士課程社会人類学専攻を修了。1988年に関西学院大学に学位論文を提出して社会学博士。
主に台湾（先住民族）、オーストラリア（アボリジニーズ）、トンガ、パプアニューギニア、を対象とした社会人類学を研究し、、植民地主義、博覧会、サブカルチャの調査・研究を主題とし、近年は特に「昭和史」を主題にしている。

## 著書

### 単著
- 『家族の社会学』（世界思想社、1981年）
- 『台湾の植民地統治 〈無主の野蛮人〉という言説の展開』（日本図書センター、2004年）
- 『近代日本の海外学術調査』＜日本史リブレット64＞（山川出版社、2006年）
- 『近代日本の植民地博覧会』（風響社、2008年）
- 『台湾タイヤル族の100年』（風響社、2011年）
- 『大阪、賑わいの日々（二つの万国博覧会の解剖学）』（関西学院大学出版会、2014年）
- 『地方都市の覚醒（：大正・昭和戦前史　博覧会編）』（関西学院大学出版会、2017年）

### 共編著
- 山路勝彦・田中雅一『植民地主義と人類学』（関西学院大学出版会、2002年）
- 山路勝彦編『日本の人類学：植民地主義・異文化研究・学術調査の歴史』（関西学院大学出版会、2011年）

## その他
- CiNii・山路勝彦著作
- 山路勝彦教授退官記念号に寄せて